# AirTran Airways
AirTran Airways is een voormalige lagekostenluchtvaartmaatschappij met als basis Orlando, Florida, VS en was een dochteronderneming van Southwest Airlines. AirTran deed zo'n 500 vluchten per dag over het oosten van de VS en de Midwest, waaronder 130 vluchten vanaf Atlanta. Het was de grootste Boeing 717 gebruiker.

## Geschiedenis
De maatschappij werd in juni 1993 opgericht onder de naam Conquest Sun Airlines. De eerste vlucht ging op 26 oktober 1993. In 1994 werd de maatschappij omgedoopt tot AirTran Airways. In september 2010 deed concurrent Southwest Airlines een bod van $ 1,4 miljard op alle aandelen van de onderneming. Op 2 mei 2011 werd de overname afgerond en werd AirTran Airways een volle dochteronderneming van Southwest Airlines. In 2014 werd de maatschappij volledig geïntegreerd in Southwest Airlines. 

## Vloot
De vloot van AirTran Airways bevat in februari 2013 de volgende vliegtuigen:
| Aircraft          | Total | Orders | Passengers | Passengers | Passengers | Notes |
| Aircraft          | Total | Orders | J          | Y          | Total      | Notes |
| ----------------- | ----- | ------ | ---------- | ---------- | ---------- | --- |
| Boeing 717-200    | 88    | 0      | 12         | 105        | 117        | Launch customer en grootste gebruiker van de Boeing 717 vloot. De vloot bestaat uit het eerste en laatste gebouwde toestel. |
| Boeing 737-700 NG | 41    | 0      | 12         | 125        | 137        | Leveringen: worden uitgeleverd aan Southwest Airlines (fusie.)                                                              |
| Totaal            | 129   | 0      |            |            |            | |

## Incidenten, ongelukken en belangrijke gebeurtenissen
| Vlucht                                                               | Datum             | Vliegtuig       | Locatie                    | Beschrijvingen | Gewonden                         |
| -------------------------------------------------------------------- | ----------------- | --------------- | -------------------------- | --- | -------------------------------- |
| —                                                                    | 26 oktober, 1993  | —               | —                          | Start van luchtvaartmaatschappij (nog onder de naam Conquest Sun Airlines)                                         | —                                |
| —                                                                    | 17 november, 1997 | —               | —                          | ValuJet fuseert met AirWays Corp.                                                                                  | —                                |
| AirTran Airways vlucht 867                                           | 1 november, 1998  | Boeing 737-200  | Atlanta, Georgia           | Controle verloren en gecrasht tijdens landing. NTSB-verslag                                                        | 13 lichtgewonden                 |
| AirTran Airways vlucht 913                                           | 8 augustus, 2000  | Douglas DC-9-32 | Greensboro, North Carolina | Noodlanding door brand in de cockpit. NTSB-verslag                                                                 | 13 lichtgewonden                 |
| AirTran Airways vlucht 956                                           | 29 november, 2000 | Douglas DC-9-32 | Atlanta, Georgia           | Noodlanding net na vertrek vanwege rook in de voorste cabine. NTSB-verslag                                         | 13 lichtgewonden                 |
| AirTran Airways vlucht 356                                           | 26 maart, 2003    | Boeing 717-200  | Flushing, New York         | Een elektrische brand NTSB-verslag                                                                                 | 1 zwaargewonde, 22 lichtgewonden |
| AirTran Airways vlucht 460                                           | 1 augustus, 2003  | Boeing 717-200  | Atlanta, Georgia           | Aanrijding met een bagagewagentje. NTSB summary                                                                    | Geen                             |
| AirTran Airways vlucht 852                                           | 5 maart, 2004     | Boeing 717-200  | Atlanta, Georgia           | Noodlanding vanwege een complete elektrische storing en rook in het achterste gedeelte van de cabine. NTSB-verslag | Geen                             |
| AirTran Airways vlucht 4 uitgevoerd door Ryan International Airlines | 13 juli, 2004     | Airbus A320-233 | Atlanta, Georgia           | Noodlanding omdat toegangsluiken tot de motor tijdens de vlucht van het vliegtuig afvielen. NTSB-verslag           | Geen                             |

## Overig
Een Amerikaans stel heeft Air Tran Airways aangeklaagd, omdat er kakkerlakken uit de bagagevakken en ventilatiegaten kwamen.